# Giuseppe Sacconi
Giuseppe Sacconi (Montalto delle Marche, 5 de julio de 1854 - Pistoya, 23 de septiembre de 1905) fue un arquitecto italiano reconocido por haber diseñado el Monumento a Víctor Manuel II, ubicado en la ciudad de Roma, en Italia. El monumento fue construido en medio de elogios extravagantes y algo de consternación. El también diseñó la construcción de la Capilla Expiatoria de Monza ((en italiano) Cappella Espiatoria).
Sacconi también se desempeñó como diputado entre 1884 y 1902, periodo transcurrido durante el reinado de los reyes Humberto I y Víctor Manuel III, respectivamente.
Murió a los 51 años de edad, en Pistoya, el 23 de septiembre de 1905.
Fue padre del ajedrecista Antonio Sacconi.

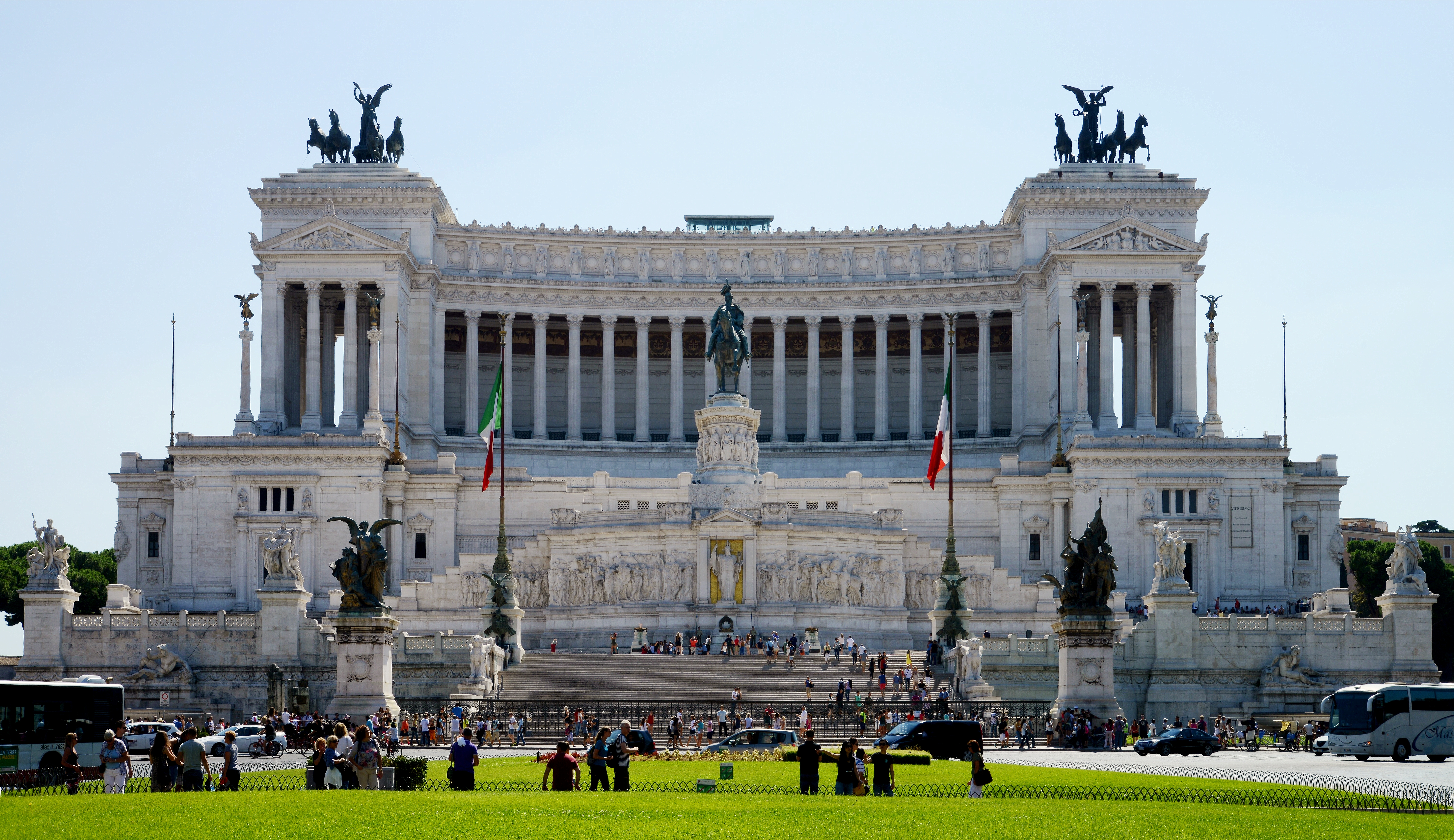
Monumento a Víctor Manuel II.